# Roger Amand
Pour les articles homonymes, voir Amand.
Roger Amand, né le 22 décembre 1931 à Paris 14e et mort le 6 juin 2005 à Paris 18e, est un peintre français spécialiste des compositions à personnage et du symbolisme à tendance surréaliste.

## Biographie
Roger Amand, issu d'une famille ouvrière de condition modeste, se forme au dessin dans les ateliers libres de l'Académie de la Grande Chaumière à Montparnasse, puis à la peinture par des voyages en Italie, logeant chez l'habitant et se familiarisant avec la langue italienne, s'arrêtant à Florence puis surtout s'attardant à Arezzo afin d'y étudier Piero della Francesca,.

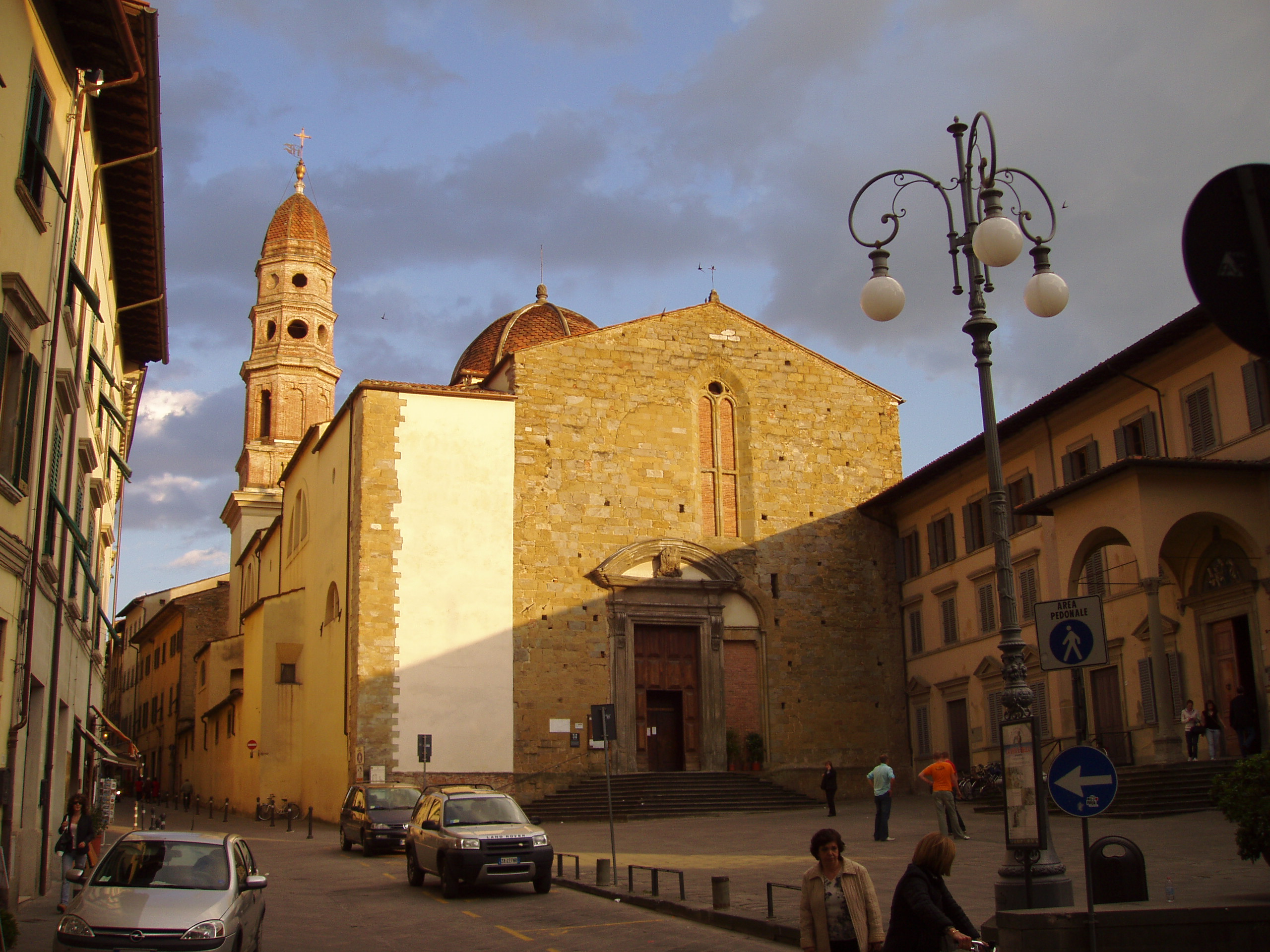
Arezzo
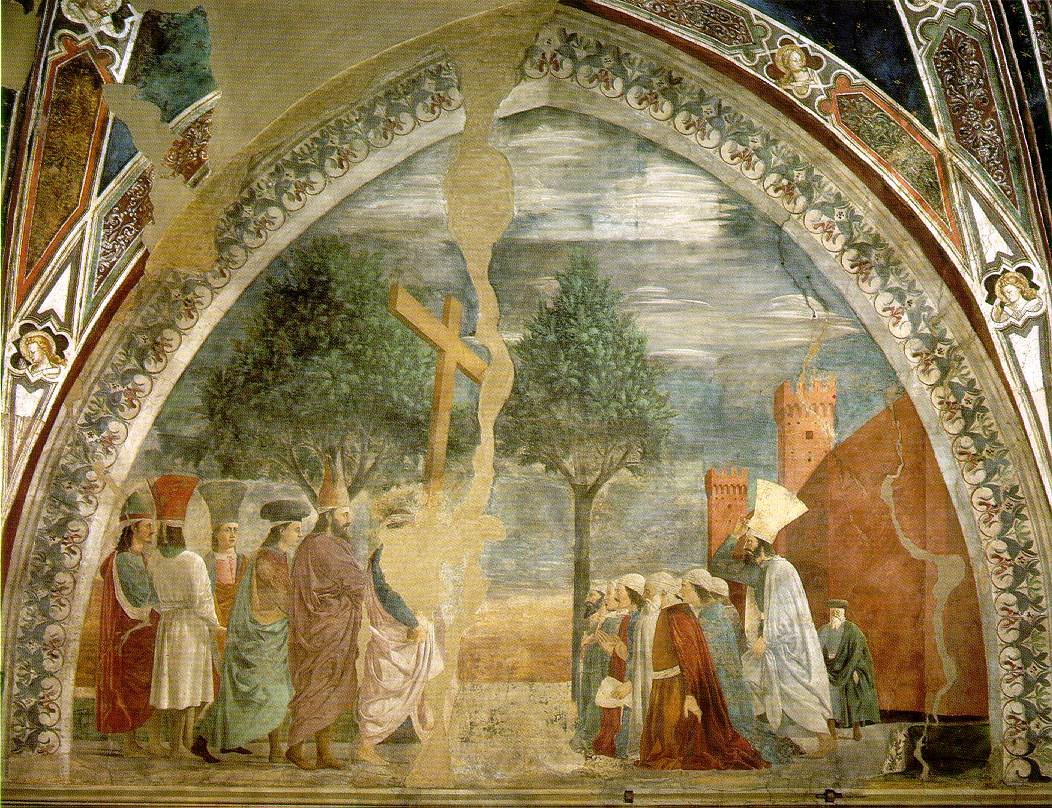
Arezzo, fresque de Piero della Francesca (basilique San Francesco)

Sa peinture misérabiliste des années 1950 énonce la modestie de la vie quotidienne : « les tables de bois blanc, le lit défait, les fenêtres donnant sur de pauvres arrière-cours, les tristes intérieurs qui sont ceux que nous donne à voir la peinture réaliste des années cinquante, celle de Jean Jansem et Francis Gruber ». Elle fait dans un second temps largement place à une œuvre onirique et hiératique qui s'inscrit dans la suite du Symbolisme, s'apparentant cependant, estime Claude Robert, « davantage au réalisme fantastique des peintres allemands Georg Grosz, Otto Dix et Max Beckmann qu'à la mouvance surréaliste à laquelle les critiques d'art l'on souvent rattaché par la suite »..

## Expositions

### Expositions personnelles
- Galerie Caplain-Matignon, Paris, 1995[5].

### Ventes d'atelier
- Claude Robert, commissaire-priseur, Hôtel Drouot, Paris, 7 mars 1988[2].
- SCP Gillet-Seurat & Moretton, commissaires priseurs, hôtel des ventes de Rueil-Malmaison, 2006.

## Œuvres
- La Récréation (huile sur toile)[6].
- La Plage (huile sur toile)[7].
- Une minute de silence (huile sur toile).
- À la nuit, la nuit.

## Citations

### Dits de Roger Amand
- « Le tableau n'existe que regardé. Autrement, il ne porte d'autre signe que celui de la mort contre laquelle il est dressé de toute son évidence. » - Roger Amand[3]

### Réception critique
- « Ces tableaux sont chargés de temps, d'heures immenses. Ils captent non seulement "l'énigme de l'heure" selon le mot de Giorgio de Chirico, mais aussi l'énigme "espace-temps", "l'énigme des intervalles qui séparent en nous les heures où nous avons vécu". Ils font revivre des souvenirs visuels qui nous en restent. Les fenêtres s'ouvrent au moment où le soleil commence à décliner tandis que la lumière frôle le pavé des rues et la pierre des façades. Le peintre n'est obsédé que par une chose : "la quotidienneté de l'énigme"… L'angle d'une rue quelconque, à une heure quelconque du jour, prend sur les toiles de Roger Amand l'irréalité magique et angoissée du rêve. Et cet effet est atteint dans les compositions de cet artiste avec une extraordinaire simplicité de langage. Les choses paraissent s'être dépouillées de tous les détails inutiles et se réduisent à l'essentiel. La couleur fine et légère n'est pas sans contribuer à cette impression de simplicité. Les personnages d'Amand sont pétrifiées dans une solitude désespérée comme les créations d'Alberto Giacometti. La disposition de ses figures égarées aux allures de somnambule relèvent en fait de strictes règles de la géométrie dont elles ne semblent avoir nullement conscience. La marche de ces personnages souvent arrêtée sans raison apparente n'est pas sans évoquer "les statues exténuées" de Giacometti. Les hommes au chapeau, parents des œuvres de Jean Hélion avec des cadrages dans la manière de Balthus ne sont pas sans affinités avec les compositions de Fernand Léger et de René Magritte. L'œuvre de Roger Amand porte la marque du grand style, celui qui peut surgir là où personne ne l'attend et qui s'impose contre toute probabilité. » - Claude Robert[3]
- « L'intention de Roger Amand n'est pas la reproduction du monde extérieur, mais de découvrir le domaine intime et secret de l'âme elle-même. La réalité objective ne l'intéresse que dans la mesure où elle lui permet de servir de cadre à ses rêves dans lesquels les lieux et les personnages, qui n'ont aucun lien entre eux, sont représentés d'une étrange manière. Cette sorte de peinture entre dans le monde des rêves et a comme contenu les expressions de l'inconscient. Les couleurs signifient vie et mort, amour et haine, la représentation simultanée du concret et du métaphysique, en une opposition ironique entre des positions objectives et rationnelles. » - Amaliesse Gottschalk[3]

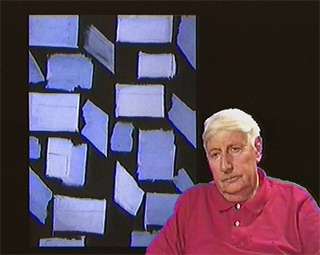
Jacques Busse

- « Les personnages d'Amand sont pétrifiés dans une solitude désespérée. La disposition de ses figures égarées aux allures de somnambules relève en fait de strictes règles de la géométrie dont elles ne semblent avoir nullement conscience. » - Françoise de Perthuis[2]
- « Ses compositions de personnages font penser à Balthus et à Paul Delvaux. Dans des espaces très précisément délimités, parties de rues dans la ville ou intérieurs de maisons, les personnages prennent leur place,, comme les comédiens sur la scène, formant des compositions élaborées, et se figent dans l'attitude qui leur a été prescrite. Quelle action se préparent-ils à jouer ? on ne le saura pas, les titres de chaque tableau renforçant l'énigme. » - Jacques Busse[4]